# Belinda Bencic
Belinda Bencic o Belinda Benčić (en eslovac: Belinda Benčičová, Flawil, Suïssa, 10 de març de 1997) és una jugadora suïssa de tennis.
Tot i que només ha guanyat sis títols individuals del circuit professional WTA, va arribar al quart lloc del rànquing individual l'any 2020. L'1 de febrer de 2016, va arribar al número 59 en el rànquing WTA de dobles.
L'any 2012 va debutar amb l'equip suís de Copa Federació, i en la següent temporada va guanyar els títols de Roland Garros i Wimbledon en categoria júnior.
Bencic és entrenada pel seu pare, qui va emigrar des de Txecoslovàquia en 1968, igual que va fer en el seu moment Melanie Molitor, la mare de la seva compatriota la tennista suïssa Martina Hingis. El seu pare va estar vinculat al món de l'hoquei sobre gel, igual que el seu avi Ivan Bencic, qui va jugar en el primer equip del HC Slovan Bratislava.
Bencic posseeix també la nacionalitat eslovaca; el seu pare Ivan és de Bratislava i la seva mare procedeix de Mocenok.

## Biografia
Bencic va néixer a Suïssa però la seva família és d'origen txecoslovac que van emigrar a finals dels anys 60. Els seus pares, Ivan i Daniela "Dana" Benčič són nascuts a Bratislava i Močenok respectivament. Té un germà anomenat Brian. Té la doble nacionalitat suïssa i eslovaca però sempre ha defensat el colors suïssos.

## Jocs Olímpics

### Individual
| Any  | Campionat                   | Oponent             | Resultat      |
| ---- | --------------------------- | ------------------- | ------------- |
| 2020 | Jocs Olímpics, Tòquio, Japó | Markéta Vondroušová | 7−5, 2−6, 6−3 |

### Dobles femenins
| Any  | Campionat                   | Parella           | Oponents                              | Resultat |
| ---- | --------------------------- | ----------------- | ------------------------------------- | -------- |
| 2020 | Jocs Olímpics, Tòquio, Japó | Viktorija Golubic | Barbora Krejčíková Kateřina Siniaková | 5−7, 1−6 |

## Carrera professional

### Inicis en la seva carrera
Bencic va començar a jugar als 4 anys, assistint a classes a l'escola de tennis de Melanie Molitor, mare de la tennista Martina Hingis, començant a entrenar amb Molitor diàriament des dels 7 anys. També va estar 6 mesos entrenant en l'Acadèmia Nick Bollettieri a Florida.

### 2012
Bencic va inaugurar la seva temporada 2012 guanyant dos tornejos G18 del Circuit Femení ITF en la República Txeca, sense cedir un set en la classificatòria i solament un a la fase final. Posteriorment es va classificar i va aconseguir els quarts de final d'un torneig professional amb premi de 10.000$ del circuit ITF en Leimen, Alemanya, perdent contra la posterior finalista del torneig, Tereza Smitková. Dos mesos més tard, a l'abril, es va dirigir als Estats Units d'Amèrica per jugar un torneig G18 del circuit ITF a Califòrnia, on va perdre en tercera ronda contra Allie Kiick. La setmana següent Bencic va jugar un torneig ITF de 25.000$ a Pelham, Alabama, perdent amb la semifinalista de Wimbledon Alexandra Stevenson en la fase classificatòria. Després va tornar al circuit junior per jugar un torneig G18 G1 en Bèuluec de Mar, França. Partint com a cap de sèrie número 7, va guanyar sense problemes tots els seus partits, perdent solament un set en segona ronda. La setmana següent, Bencic va guanyar el seu quart títol de l'any en el G18 G2 a Itàlia, novament cedint solament un set. No obstant això, la seva ratxa triomfal va finalitzar la setmana següent en la semifinal d'un altre torneig G2 a Itàlia.
Al maig de 2012 Bencic va rebre una invitació per a la fase de classificació del torneig de Brussel·les de la WTA. En la primera ronda classificatòria va sorprendre a tots en derrotar a la top-20 Elena Bovina en tres sets. Posteriorment va ser eliminada en segona ronda de la fase classificatòria per Lesia Tsurenko, però el seu triomf davant Bovina li va fer ascendir 189 llocs en el rànquing WTA, situant-se com 951 del món.
El següent torneig de Belinda va ser el torneig junior de Roland Garros a París. Com a 15a. cap de sèrie, va ser sorpresa en primera ronda per la desconeguda Françoise Abanda en dos tiebreaks. Més d'un mes després d'aquesta decebedora derrota, va viatjar a 's-Hertogenbosch per a disputar un nou torneig WTA, l'Open UNICEF. Va ser derrotada per la cap de sèrie Urszula Radwanska.
La següent setmana, Bencic va jugar un torneig preparatori per a Wimbledon, el G18 G1 Aegon International en Roehampton. Va arribar a les semifinals, derrotant jugadores top junior com Indy de Vroome o Sachia Vickery, abans de caure eliminada a mans de la futura campiona de Wimbledon Eugenie Bouchard, del Canadà. A Wimbledon, novament va sofrir una decebedora derrota en individuals contra Indy de Vroome en segona ronda, però va arribar a la final de dobles.
Unes poques setmanes després, Belinda es va dirigir de tornada a Suïssa per a jugar el prestigiós G18 G1 Campionat Europeu junior. Partint com a segona cap de sèrie i principal favorita del públic, va arribar a les semifinals, perdent contra Basak Eraydin. Un mes més tard, va viatjar al Canadà per a jugar un nou torneig G1, l'Open junior del Canadà, un torneig previ al US Open. Va arribar fins a tercera ronda, perdent contra Jelena Ostapenko, malgrat haver guanyat el primer set. En el US Open, Bencic novament no va poder completar una bona actuació en un Grand Slam, perdent en segona ronda amb la convidada i finalment guanyadora del torneig Samantha Crawford, en tres durs sets. No obstant això, va obtenir millors resultats en dobles, arribant fins a la final amb Petra Uberalová com a companya, i perdent contra les favorites locals Gabrielle Andrews i Taylor Townsend.
Després del US Open, Belinda es va prendre un descans de 2 setmanes abans de tornar al circuit pro en un torneig de 10.000$ ITF, en Xarm el-Xeikh, Egipte. En primera ronda va guanyar a la cap de sèrie Lu Jiajing. En les dues següents rondes, va passar sense dificultats davant 2 tennistes que venien de la classificatòria, per arribar a la semifinal, on va derrotar a la quart cap de sèrie Barbara Haas d'Àustria, llegant així a la final. Va aixecar el seu primer títol de campiona de la seva carrera professional en derrotar a la segona cap de sèrie Fatma Al Nabhani. A més va guanyar el torneig de dobles a Egipte fent parella amb Lou Brouleau. La següent setmana, Bencic va continuar la seva gran aventura pel circuit professional guanyant un altre torneig 10.000$ ITF a Xarm el-Xeikh, derrotant novament a Haas, però aquesta vegada en la final. Solament va perdre un set en tot el torneig, i la seva sorprenent actuació a Egipte li va catapultar 170 places fins al número 722 del rànquing mundial, el més alt aconseguit fins a aquella data.
Amb això Bencic es va guanyar una targeta d'invitació dins del quadre principal del Torneig de Luxemburg, on es va enfrontar la ex número 1 de la WTA Venus Williams en primera ronda, perdent. Williams va acabar guanyant el torneig. Arran d'aquest debut en el quadre d'un torneig WTA es va elevar de nou el seu rànquing significativament, 108 places, aconseguint el número 614 del món.
Seguidament Belinda va progressar en la fase classificatòria del torneig de Benicarló, Espanya, per arribar al quadre principal d'aquest torneig 125.000$ ITF, on va perdre en primera ronda amb Dinah Pfizenmaier. Després, va completar la seva temporada 2012 amb una actuació estel·lar en el circuit de tennis junior a Amèrica del Nord, aconseguint les semifinals del torneig Eddie Herr, a Florida, aconseguint quarts de final en el Dunlop Orange Bowl, i guanyant l'Open junior de Mèxic, amb un rècord de sets guanyats per 6-0 en el torneig, incloent-hi dos partits "doble zero".

### 2013: número 1 junior
Belinda va jugar els seus primers 10 tornejos de la seva temporada 2013 als Estats Units. Tots menys un eren tornejos ITF 25.000$ o 50.000$, sent l'excepció el Torneig de Miami, on va perdre en ronda classificatòria. El seu millor resultat va ser quarts de final en Rancho Mirage, però el seu gran cop ho va donar en el torneig 2013 Audi Melbourne Pro Tennis Classic durant l'última setmana d'abril; es va classificar per al torneig perdent solament un set, abans de derrotar a la cap de sèrie Tatjana Maria amb un sorprenent monòleg de cops. Va seguir fins a les semifinals amb dues victòries en tres sets davant les americanes Shelby Rogers i Jan Abaza, però va ser llavors frenada per la després campiona Petra Rampre. La seva actuació li va fer ascendir 81 llocs en el rànquing, aconseguint el número 351 del món.
Seguidament, Belinda va viatjar a Europa per disputar els campionats previs junior de Roland Garros i Wimbledon. El seu primer torneig va ser un torneig de grau 1 a Itàlia, escalfament per a Roland Garros. Jugant el seu primer torneig junior de l'any, es va passejar fins a aconseguir el títol com a cap de sèrie cedint un sol set i va aconseguir les semifinals en dobles al costat de Viktoriya Lushkova. La següent setmana, va jugar un torneig de grau A, també a Itàlia, i no va mostrar signes de debilitat en aconseguir el títol cedint solament un set, aconseguint el número 2 del rànquing junior.
Belinda va partir com a segona cap de sèrie en Roland Garros. En les dues primeres rondes, va derrotar a Alice Matteucci i Fiona Ferro guanyant tots els sets, però va haver d'arribar a tres sets per imposar-se a Beatriz Haddad Maia, Taylor Townsend i Louisa Chirico i arribar així a la seva primera final d'individuals de Grand Slam. La final va ser un autèntic monòleg, derrotant a l'alemanya Antonia Lottner en 2 ràpids sets en poc més d'una hora per aconseguir el Grand Slam i convertir-se en la primera tennista suïssa guanyadora a Roland Garros des que Martina Hingis ho va fer en 1994

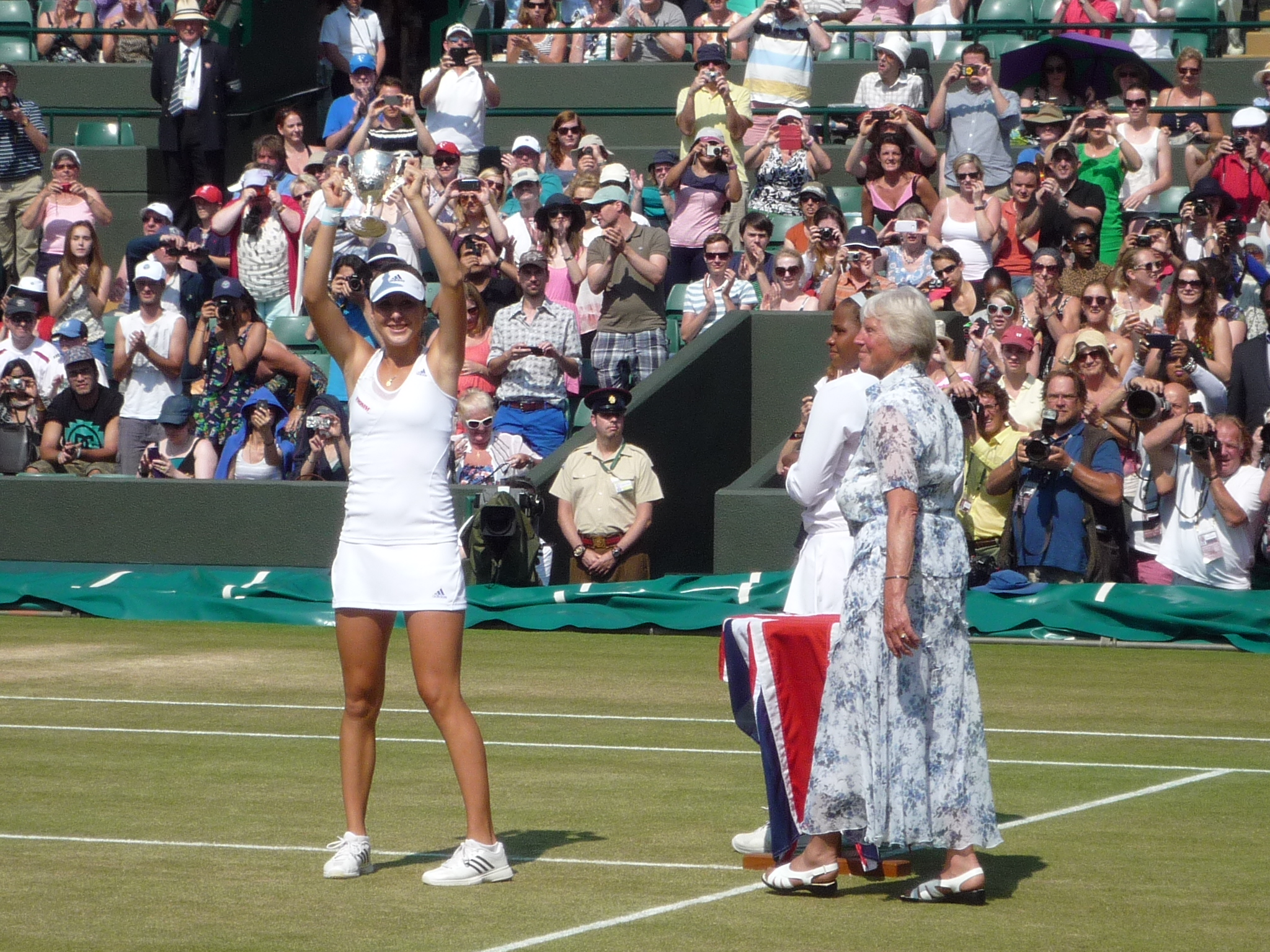
Belinda aixecant el trofeu junior de Wimbledon

Abans de Wimbledon, Belinda va jugar un torneig sènior ITF 25.000$ a Lenzerheide, Suïssa (on va ser semifinalista en individuals i campiona de dobles al costat de Katerina Siniaková) i un torneig de grau 1 junior en Roehampton (Regne Unit, on va guanyar el títol). A Wimbledon es va fer amb el títol derrotant en la final a Towsend, completant un estiu ple d'èxits.
La següent aparició en competició de Belinda Bencic va ser en el Torneig de Suècia 2013 del circuit WTA, on va ser premiada per participar en el quadre principal amb una carta d'invitació, però va perdre contra Anna Tatishvili en primera ronda.
Ja en el US Open, Bencic va aconseguir quarts de final, perdent amb Antonia Lottner en 2 sets. En dobles, juntament amb Sara Sorribes Tormo, va tenir millor sort, però de nou, per segona vegada l'any, va ser derrotada en la final, davant la parella txeca Barbora Krejcíková i Katerina Siniaková.
Belinda Bencic va obtenir llavors una targeta d'invitació per al Torneig Premier de Tòquio 2013, un torneig Premier 5. Va ser allí on va guanyar el seu primer partit del circuit WTA, derrotant a la russa Daria Gavrilova en tres sets, encara que va perdre en la següent ronda davant la campiona del torneig Petra Kvitová. En el Torneig d'Osaka en Osaka, Bencic va passar tres rondes de la fase classificatòria derrotant a Chang Kai-Chen, Mandy Minella i Anastasia Rodionova per entrar en el quadre del torneig. En primera ronda va guanyar a Lauren Davis sense problemes abans de caure davant l'ex campiona del US Open Samantha Stosur.
Bencic llavors va romandre al Japó per jugar dos tornejos 25.000$. En el primer d'ells, celebrat en Makinohara durant la setmana del 14 d'octubre, partia com a sisena cap de sèrie, derrotant fins a quatre jugadores japoneses per arribar a la seva primera final d'un torneig 25.000$ ITF, perdent contra la kazakh Zarina Diyas. En dobles, va formar parella amb Sofia Shapatava i va perdre en quarts de final. La següent setmana en Hamamatsu, Bencic sortia com a quart cap de sèrie. Va aconseguir les semifinals sense perdre ni un sol set, i va ser derrotada per Eri Hozumi. En dobles, juntament amb Shapatava va arribar a la final, on van perdre davant Shuko Aoyama i Junri Namigata.
Al novembre, Bencic va jugar el Dunlop Orange Bowl, on va aconseguir semifinals en individuals i quarts de final en dobles. La seva gran actuació va millorar el seu rànquing fins a un nou màxim fins a aquell moment: 184a del món.
Al desembre, Bencic es va proclamar Campiona del Món junior ITF.

### 2014: Arribada al top-50
Belinda va començar la seva temporada en Hobart amb un partit d'exhibició en front la seva compatriota, i antiga número 1, Martina Hingis, on va perdre en 3 sets. Seguidament es va dirigir a Melbourne per jugar el seu primer Open d'Austràlia com a professional, aconseguint arribar fins al quadre principal mitjançant tres rondes classificatòries derrotant en el camí a una cap de sèrie, la número 106 Sharon Fichman. En la primera aparició en Grand Slam de la seva carrera va tenir com a oponent a Kimiko Date-Krumm, fet que va ser una de les anècdotes del torneig en enfrontar a la més veterana amb la segona més jove del torneig. Bencic va lluitar contra l'adversitat per imposar-se finalment a la ex número 4 del món i ex semifinalista del Open d'Austràlia en tres sets, segellant la victòria en el seu debut en Grand Slam. El seu següent rival era la cap de sèrie número 4 Li Na, contra la qual va perdre en 2 sets i que va acabar guanyant el torneig; però malgrat quedar-se fora, com a resultat d'aconseguir aquesta segona ronda de Grand Slam, Bencic es va assegurar entrar entre les 150 primeres del món per primera vegada, quan es va publicar el rànquing el 27 de gener de 2014. Això li va portar al 146 del món.
Després d'Austràlia, Bencic va jugar la fase prèvia per al Torneig de Pattaya, derrotant la tercera cap de sèrie Zarina Diyas en primera ronda, però perdent davant la cinquena Alla Kudryavtseva en l'última ronda classificatòria. Malgrat no haver entrat en el quadre final, va adquirir 12 punts WTA per arribar al 139 la següent setmana.
Al febrer, Belinda va ser seleccionada per formar part de l'equip suís de la Copa Federació en el seu partit del Grup Mundial II enfront de França, a París. Va guanyar els dos partits d'individuals que va disputar, derrotant a Alizé Cornet i Virginie Razzano, però va perdre en el partit decisiu de dobles, formant parella amb Timea Bacsinszky, davant Cornet i Kristina Mladenovic. A final de mes, Bencic va jugar la fase classificatòria de l'Open Mexicà Telcel, derrotant a Olivia Rogowska i Johanna Konta en les dues primeres rondes, perdent solament contra Victoria Duval.
Bencic es va assegurar una plaça dins del quadre de Indian Wells a Califòrnia, però va perdre en primera ronda contra Heather Watson que vènia de la prèvia, en 2 sets. No obstant això, la seva aparició en Indian Wells la va ajudar a continuar pujant en el rànquing, arribant fins al número 137.
En el Family Circle Cup 2014, Bencic va aconseguir passar dues rondes classificatòries per colar-se en el quadre principal. En la primera ronda, va obtenir una destacable victòria davant la desena cap de sèrie Maria Kirilenko, a qui va reconèixer que admirava, "Quan era petita, tenia un pòster d'ella a la meva habitació, em va fer il·lusió guanyar-la". Va continuar la seva gran actuació derrotant a Marina Erakovic en segona ronda, i el seu següent rival seria la jugadora jove amb millor rànquing del món, Elina Svitolina, a qui va derrotar en tres sets, per aconseguir els seus primers quarts de final en un torneig del circuit WTA. Bencic va aconseguir la millor victòria fins avui de la seva carrera en derrotar a Sara Errani, la tercera cap de sèrie del torneig i finalista de Roland Garros en 2012, a la terra batuda verda de Charleston. En semifinals, Bencic va perdre contra Jana Cepelová, que havia derrotat a Serena Williams en segona ronda, en un ajustat final amb tiebreak en el tercer set. Haver arribat tan lluny en aquest torneig li va garantir una plaça en el top-100 del rànquing WTA, arribant al 91, amb el qual s'assegurava pràcticament la seva presència en el quadre principal Roland Garros 2014.
A l'abril, Belinda va jugar novament amb Suïssa la Copa Federació, un partit de Play-offs, contribuint a la victòria final per 4–1 davant Brasil, guanyant un dels seus dos partits d'individuals disputats i el de dobles amb Viktorija Golubic.
Al maig, Belinda es va classificar per al quadre principal del Mutua Open Madrid on va perdre en primera ronda davant la número 1 del món, Serena Williams, en dos sets. La següent setmana es va classificar novament per al quadre principal del Torneig BNL Internacional de Roma. En la primera ronda va aconseguir una altra victòria sobre una top-30 en derrotar a Anastassia Pavliutxènkova en tres sets. En la següent ronda va disputar el seu partit davant la cap de sèrie número 12 i una de les favorites del públic Flavia Pennetta i va perdre en tres sets. La setmana següent va participar en el Torneig de Nuremberg, on no va poder passar de primera ronda en caure davant l'alemanya Mico Barthel. Llavors Belinda es va dirigir a París per jugar per primera vegada en la seva carrera professional el Grand Slam de terra batuda: Roland Garros. No va haver de disputar la prèvia en entrar ja directament en el quadre però el sorteig li va fer enfrontar-se a la cap de sèrie número 29 que no era una altra que Venus Williams. Bencic va trencar diverses vegades el servei de Venus Williams però va perdre el seu en moltes ocasions i va cometre errors quan el partit estava igualat per acabar caient en 2 sets: 6-4, 6-1 amb Venus Williams jugant a gran nivell en el segon set. No obstant això, la seva participació en Roland Garros li va fer aconseguir el número 77 en el rànquing WTA.
Al juny, va començar a preparar la seva temporada d'herba i va participar en el Torneig de Birmingham, eliminant en primera ronda a la subcampiona de l'any anterior Donna Vekic, mostrant un bon nivell. No va poder mantenir aquest nivell en el següent partit on va perdre davant la defensora del títol Daniela Hantuchová. En el Torneig de Eastbourne va haver de passar les tres rondes de la fase prèvia per acabar entrant en el quadre i perdent en primera ronda davant Johanna Konta. Una setmana més tard va començar el torneig de Wimbledon guanyant el primer partit en tres sets davant Magdaléna Rybáriková, després es va desfer de Victoria Duval en dos sets i va posar fi a la seva participació en individuals en tercera ronda caient davant la número 3 del món i semifinalista de Wimbledon 2014 Simona Halep. També va participar per primera vegada en dobles en un Grand Slam tant en femení com en mixt. En la categoria femenina va arribar a segona ronda amb Tsvetana Pironkova com a parella, mentre que en dobles mixts va aconseguir arribar a tercera ronda al costat de Martin Klizan, perdent davant la parella formada per Martina Hingis i Bruno Soares
Després de Wimbledon, va participar en el Torneig d'Istanbul perdent en primera ronda davant Caroline Wozniacki. Seguidament es va dirigir als Estats Units per jugar tornejos previs al US Open. Va perdre en primera ronda en Cincinnati contra Karin Knapp i en New Haven va haver de superar les tres rondes classificatòries batent a rivals com a Mico Barthel per acabar caient en un disputat partit de primera ronda davant Barbora Zahlavova Strycová.
L'últim Grand Slam de la temporada 2014 reservava el millor resultat fins avui per a Belinda Bencic en els tornejos grans. Va eliminar a Yanina Wickmayer, Kurumi Nara, Angelique Kerber i Jelena Jankovic per acabar caient davant la xinesa Peng Shuai en els quarts de final del US Open 2014. Seguidament va jugar el Torneig de Tòquio on va guanyar en primera ronda davant Svetlana Kuznetsova i va perdre en segona ronda contra Lucie Safarová.
A l'octubre, Belinda Bencic va participar en el Torneig de Pequín guanyant els partits de la fase classificatòria però perdent en primera ronda davant Ana Ivanovic. Seguidament va disputar el recentment estrenat Torneig de Tianjin al qual va derrotar a tres rivals fins a arribar a la semifinal on li esperaria Peng Shuai, que es va retirar quan el marcador estava 3-1, la qual cosa va permetre a Belinda disputar la primera final d'un torneig WTA de la seva carrera, la qual va perdre davant Alison Riske.

### 2015: Primer títol WTA i primer títol Premier 5
Bencic va començar la seva campanya 2015 en baixa pobra, guanyant només tres jocs i perdent en primera ronda davant Daria Gavrilova a Sydney i davant Julia Görges a l'Open d'Austràlia. Després del partit de la Copa Federació amb Suïssa disputat a Suècia, Bencic va jugar els Diamond Games a Anvers, on va perdre un dur partit a tres sets davant Alizé Cornet malgrat haver guanyat còmodament el primer set.
Bencic va guanyar el seu primer partit de l'any de la WTA a Dubai, derrotant Karin Knapp, però va perder amb Venus Williams, i a Doha no va arribar a classificar-se. Va posar-se en forma al tornejos d'Indian Wells i Miami, on va assolir quarta ronda a ambdós tornejos. A Indian Wells, va batre Caroline Wozniacki molt ajustadament, per a obtenir la seva primera victòria sobre una jugadora top-5, però va perdre amb Jelena Jankovic, malgrat anar per sobre en el tercer set. A Miami va perdre amb Sloane Stephens molt ajustadament.
La temporada de terra batuda, Bencic va jugar sis tornejos, però va guanyar només tres partits. Sorprenentment tres de les derrotes van ser contra jugadores provinents de la classificatòria. A Praga, Bencic va guanyar el seu primer títol de dobles al costat de Katerina Siniaková. Una de les victòries en terra batuda va tenir lloc al Torneig de Roland Garros, on va batre Daniela Hantuchová, però va perdre en la següent ronda amb Madison Keys.
Bencic va començar la temporada d'herba al Topshelf Open d'Holanda, on va assolir la seva segona final. Després de salvar tres punts de partit en contra Kristina Mladenovic, va derrotar Jelena Jankovic a la semifinal. A la final, Bencic va perdre davant Camila Giorgi. Després de perdre en segona ronda a Birmingham, Bencic va guanyar el seu primer títol de WTA en Eastbourne, guanyant Madison Keys, Eugenie Bouchard, Caroline Wozniacki i Agnieszka Radwanska en la final, a 3 sets.
Bencic va arribar com a la número 30 a Wimbledon. Va assolir la quarta ronda per primer cop, abans de perdre amb l'anterior mundial no. 1 Victoria Azarenka.
Al Citi Open, malgrat perdre en segona ronda davant Anastasia Pavliutxénkova, Bencic va guanyar en dobles amb Kristina Mladenovic sense perdre ni un sol set.
En el torneig de Toronto va aconseguir desfer-se de diverses de les millors jugadores del moment. Entre elles destaquen, en primera ronda Eugenie Bouchard (6-0, 5-7, 6-2), en segona ronda Caroline Wozniacki (7-5, 7-5), en tercera ronda a Sabine Lisicki (6-1, 1-6, 7-6), en quarts de final a la ex número 1 Ana Ivanovic (6-4, 6-2) i en semifinals el plat fort, l'actual número 1 del món Serena Williams (3-6, 7-5, 6-4). En la final va aconseguir derrotar a la número tres del món Simona Halep per un (7-6, 6-7, 3-0 ret.), aconseguint així el seu primer torneig Premier 5, la qual cosa li portà a ser la nova jugadora número 12 del món.
Al Western & Southern Open de Cincinnati, Bencic va començar guanyant a la llavors 11a del rànquing Angelique Kerber i a l'anterior jugadora top-10 Flavia Pennetta per assolir la tercera ronda, però es va veure forçada a retirar-se després de perdre el primer set contra la llavors setena del món Lucie Šafárová.
Bencic va competir al US Open com la 12a jugadora del món. Va batre fàcilment Sesil Karatantxeva en la primera ronda, guanyant després de tres durs sets a Misaki Doi en la segona ronda, passant a la tercera ronda on va perdre amb Venus Williams, malgrat tenir un trencament de servei a favor en el segon set.
Bencic va començar la seva temporada de pista dura asiàtica al Toray Pan Pacific Open. Va començar guanyant Xu Yifan, llavors va batre Samantha Stosur en tres sets i Garbiñe Muguruza per arribar a les semifinals, i a Caroline Wozniacki per arribar a la seva quarta final de l'any, on va perdre amb Agnieszka Radwanska. Bencic va jugar després el Wuhan Open. Va batre Ajla Tomljanovic abans de retirar-se en la segona ronda contra Camila Giorgi. Va jugar després el Open de la Xina. Va batre Madison Brengle en tres sets abans de retirar-se abans del seu pròxim partit contra Mirjana Lucic-Baroni. Bencic va acabar l'any al número 14 del rànquing.

### 2016: Debut al top-10
Bencic va començar la seva temporada al Brisbane Internacional. Fàcilment va batre Sara Errani abans de ser derrotada en segona ronda per l'estatunidenca Samantha Crawford. Bencic després va jugar a l'Apia Sydney Internacional. Va batre Mirjana Lucic-Baroni, Tsvetana Pironkova, i Iekaterina Makàrova per arribar a les semifinals. En les semifinals es va retirar per malaltia contra Mónica Puig després de no haver guanyat ni un sol joc en el primer set. Bencic va arribar en el número 12 a l'Open d'Austràlia. Va arribar a la quarta ronda guanyant Alison Riske, Tímea Babos, i Katerina Bondarenko. En la quarta ronda, va perdre amb Maria Xaràpova.
Bencic va ser la cap número 1 al St. Petersburg Ladies Trophy 2016. Va arribar a la final guanyant Annika Beck, Anastassia Pavliutxénkova, i Dària Kassàtkina. Gràcies a la seva actuació en St. Petersburg, Bencic va assegurar-se un lloc al top-10 del rànquing de la WTA per primer cop. Tanmateix, va ser batuda en la final per Roberta Vinci
Bencic va perdre posteriorment amb jugadores per sota d'ella al rànquing, Jelena Jankovic i Coco Vandeweghe, a Dubai i Doha, respectivament.
Després de perdre a la segona ronda al BNP Paribas Open 2016, Bencic va patir per vèncer Lauren Davis en tres sets. Tanmateix, va caure amb Magdaléna Rybáriková en tres sets en la tercera ronda. Es va veure forçada a retirar-se del seu partit de segona ronda amb Kristýna Plíšková al Miami Open a causa d'una lesió a l'esquena.
Bencic va jugar el seu únic torneig de terra batuda de l'any al Charleston Open. Segona cap de sèrie, va perdre en la segona ronda davant la jugadora, provinent de la classificatòria, Ielena Vesninà. Les lesions li van impedir participar en Roland Garros i en molts altres tornejos de terra batuda.
Va tornar per a la temporada d'herba al Ricoh Open. Bencic va entrar al torneig com el número 1. Va vèncer dos partits de tres sets en primera i segona ronda. Va guanyar a continuació a la seva compatriota suïssa Viktorija Golubic en quarts de final. A les semifinals va perdre amb la seva millor amiga, Kristina Mladenovic, en tres sets. Es va tornar a lesionar durant el torneig Aegon Classic, i es va retirar en la primera ronda a causa d'una lesió a la cuixa. Bencic va perdre davant Ielena Vesninà per segon cop, en la segona ronda de l'Aegon Internacional. Al Wimbledon, Bencic va batre l'especialista d'herba Tsvetana Pironkova en la primera ronda. Tanmateix, les lesions tornarien a forçar-la a retirar-se en la segona ronda, davant Julia Boserup.

## Estil de joc
L'estil de joc de Bencic és notablement similar al de Martina Hingis. Bencic juga amb un cop de dreta més pla i amb un revés a dues mans.

## Palmarès

### Individual: 19 (9−10)
| 2009 − 2020             | Després de 2021 |
| ----------------------- | --------------- |
| Grand Slam (0−0)        |                 |
| Jocs Olímpics Or (1)    |                 |
| WTA Finals (0−0)        |                 |
| Premier Mandatory (0−0) | WTA 1000 (0−0)  |
| Premier 5 (2−0)         | WTA 1000 (0−0)  |
| Premier (2−2)           | WTA 500 (4−3)   |
| International (0−4)     | WTA 250 (0−1)   |

| Títols per superfície |
| --------------------- |
| Dura (7−5)            |
| Gespa (1−4)           |
| Terra batuda (1−1)    |

| Resultat   | Núm. | Data                   | Torneig                         | Superfície   | Oponent             | Marcador                       |
| ---------- | ---- | ---------------------- | ------------------------------- | ------------ | ------------------- | ------------------------------ |
| Finalista  | 1.   | 6 d'octubre de 2014    | Tianjin, Xina                   | Dura         | Alison Riske        | 3−6, 4−6                       |
| Finalista  | 2.   | 14 de juny de 2015     | 's-Hertogenbosch, Països Baixos | Gespa        | Camila Giorgi       | 5−7, 3−6                       |
| Guanyadora | 1.   | 27 de juny de 2015     | Eastbourne, Regne Unit          | Gespa        | Agnieszka Radwańska | 6–4, 4–6, 6–0                  |
| Guanyadora | 2.   | 16 d'agost de 2015     | Toronto, Canadà                 | Dura         | Simona Halep        | 7−6(5), 6−7(4), 3−0 i retirada |
| Finalista  | 3.   | 27 de setembre de 2015 | Tòquio, Japó                    | Dura         | Agnieszka Radwańska | 2–6, 2–6                       |
| Finalista  | 4.   | 14 de febrer de 2016   | Sant Petersburg, Rússia         | Dura (i)     | Roberta Vinci       | 4–6, 3–6                       |
| Finalista  | 5.   | 20 d'octubre de 2018   | Luxemburg, Luxemburg            | Dura (i)     | Julia Görges        | 4−6, 5−7                       |
| Guanyadora | 3.   | 23 de febrer de 2019   | Dubai, Emirats Àrabs Units      | Dura         | Petra Kvitová       | 6−3, 1−6, 6−2                  |
| Finalista  | 6.   | 23 de juny de 2019     | Mallorca, Espanya               | Gespa        | Sofia Kenin         | 7−6(2), 6−7(5), 4−6            |
| Guanyadora | 4.   | 20 d'octubre de 2019   | Moscou, Rússia                  | Dura (i)     | A. Pavliutxénkova   | 3–6, 6–1, 6–1                  |
| Finalista  | 7.   | 27 de febrer de 2021   | Adelaida, Austràlia             | Dura         | Iga Świątek         | 2−6, 2−6                       |
| Finalista  | 8.   | 20 de juny de 2021     | Berlín, Alemanya                | Gespa        | Liudmila Samsonova  | 6−1, 1−6, 3−6                  |
| Guanyadora | 5.   | 31 de juliol de 2021   | Jocs Olímpics, Tòquio, Japó     | Dura         | Markéta Vondroušová | 7−5, 2−6, 6−3                  |
| Guanyadora | 6.   | 10 d'abril de 2022     | Charleston, Estats Units        | Terra batuda | Ons Jabeur          | 6−1, 5−7, 6−4                  |
| Finalista  | 9.   | 19 de juny de 2022     | Berlín (2)                      | Gespa        | Ons Jabeur          | 3−6, 1−2, retirada             |
| Guanyadora | 7.   | 14 de gener de 2023    | Adelaida                        | Dura         | Dària Kassàtkina    | 6−0, 6−2                       |
| Guanyadora | 8.   | 12 de febrer de 2023   | Abu Dhabi, Emirats Àrabs Units  | Dura         | Liudmila Samsonova  | 1−6, 7−6(8), 6−4               |
| Finalista  | 10.  | 9 d'abril de 2023      | Charleston                      | Terra batuda | Ons Jabeur          | 6−7(6), 4−6                    |
| Guanyadora | 9.   | 8 de febrer de 2025    | Abu Dhabi (2)                   | Dura         | Ashlyn Krueger      | 4−6, 6−1, 6−1                  |

### Dobles femenins: 3 (2−1)
| Llegenda                                  |
| ----------------------------------------- |
| Grand Slam (0−0)                          |
| Jocs Olímpics Argent (1)                  |
| WTA Tour Championships / WTA Finals (0−0) |
| Premier Mandatory (0−0)                   |
| Premier 5 (0−0)                           |
| Premier (0−0)                             |
| International (2−0)                       |

| Títols per superfície |
| --------------------- |
| Dura (1−1)            |
| Gespa (0−0)           |
| Terra batuda (1−0)    |

| Resultat   | Núm. | Data                 | Torneig                     | Superfície   | Parella             | Oponents                              | Marcador    |
| ---------- | ---- | -------------------- | --------------------------- | ------------ | ------------------- | ------------------------------------- | ----------- |
| Guanyadora | 1.   | 1 de maig de 2015    | Praga, República Txeca      | Terra batuda | Katerina Siniaková  | K. Bondarenko Eva Hrdinová            | 6−2, 6−2    |
| Guanyadora | 2.   | 8 d'agost de 2015    | Washington DC, Estats Units | Dura         | Kristina Mladenovic | Lara Arruabarrena Andreja Klepac      | 7−5, 7−6(7) |
| Finalista  | 1.   | 31 de juliol de 2021 | Jocs Olímpics, Tòquio, Japó | Dura         | Viktorija Golubic   | Barbora Krejčíková Kateřina Siniaková | 5−7, 1−6    |

### Equips: 4 (3−1)
| Resultat   | Núm. | Data                   | Torneig                                   | Superfície | Equip                                           | Oponents                                                                            | Marcador |
| ---------- | ---- | ---------------------- | ----------------------------------------- | ---------- | ----------------------------------------------- | ----------------------------------------------------------------------------------- | -------- |
| Guanyadora | 1.   | 6 de gener de 2018     | Copa Hopman, Perth, Austràlia             | Dura       | Roger Federer                                   | Angelique Kerber Alexander Zverev                                                   | 2−1      |
| Guanyadora | 2.   | 5 de gener de 2019     | Copa Hopman (2)                           | Dura       | Roger Federer                                   | Angelique Kerber Alexander Zverev                                                   | 2−1      |
| Finalista  | 1.   | 6 de novembre de 2021  | Billie Jean King Cup, Praga, Txèquia      | Dura (i)   | Viktorija Golubic Jil Teichmann Stefanie Vögele | E. Alexandrova Dària Kassàtkina V. Kudermétova A. Pavliutxénkova Liudmila Samsonova | 0−2      |
| Guanyadora | 3.   | 13 de novembre de 2022 | Billie Jean King Cup, Glasgow, Regne Unit | Dura (i)   | Viktorija Golubic Jil Teichmann Simona Waltert  | Priscilla Hon Ellen Perez Storm Sanders Samantha Stosur Ajla Tomljanović            | 2−0      |

### Circuit ITF

#### Individual: 3 (2–1)
| Circuit ITF             |
| ----------------------- |
| Torneigs 100.000$ (0−0) |
| Torneigs 75.000$ (0−0)  |
| Torneigs 50.000$ (0−0)  |
| Torneigs 25.000$ (0−1)  |
| Torneigs 15.000$ (0−0)  |
| Torneigs 10.000$ (2−0)  |

| Títols per superfície |
| --------------------- |
| Dura (2−0)            |
| Gespa (0−1)           |
| Terra batuda (0−0)    |

| Resultat   | Núm. | Data                   | Torneig               | Superfície | Oponent          | Marcador    |
| ---------- | ---- | ---------------------- | --------------------- | ---------- | ---------------- | ----------- |
| Guanyadora | 1.   | 17 de setembre de 2012 | Xarm el-Xeikh, Egipte | Dura       | Fatma Al-Nabhani | 6–3, 7–6(4) |
| Guanyadora | 2.   | 24 de setembre de 2013 | Xarm el-Xeikh, Egipte | Dura       | Barbara Haas     | 6–4, 6–0    |
| Finalista  | 1.   | 14 d'octubre de 2013   | Makinohara, Japó      | Gespa      | Zarina Diyas     | 3–6, 4–6    |

#### Dobles femenins: 3 (2–1)
| Circuit ITF             |
| ----------------------- |
| Torneigs 100.000$ (0−0) |
| Torneigs 75.000$ (0−0)  |
| Torneigs 50.000$ (0−0)  |
| Torneigs 25.000$ (1−1)  |
| Torneigs 15.000$ (0−0)  |
| Torneigs 10.000$ (1−0)  |

| Títols per superfície |
| --------------------- |
| Dura (1−0)            |
| Gespa (0−1)           |
| Terra batuda (1−0)    |

| Resultat   | Núm. | Data                   | Torneig               | Superfície   | Parella            | Oponents                          | Marcador            |
| ---------- | ---- | ---------------------- | --------------------- | ------------ | ------------------ | --------------------------------- | ------------------- |
| Guanyadora | 1.   | 17 de setembre de 2012 | Xarm el-Xeikh, Egipte | Dura         | Lou Brouleau       | Olga Brózda Ganna Piven           | 7–6(3), 3–6, [10–6] |
| Guanyadora | 2.   | 17 de juny de 2013     | Lenzerheide, Suïssa   | Terra batuda | Katerina Siniaková | V. Kudermétova Diana Marcinkevica | 6–0, 6–2            |
| Finalista  | 1.   | 21 d'octubre de 2013   | Hamamatsu, Japó       | Gespa        | Sofia Shapatava    | Shuko Aoyama Junri Namigata       | 4–6, 3–6            |

## Trajectòria

### Individual
| Open d'Austràlia | A   | A           | 2R          | 1R          | 4R    | 1R          | 2R          | 3R          | 3R          | 3R    | 2R | 4R |  | 0 / 10    | 14 – 10   |
| Roland Garros | A   | A           | 1R          | 2R          | A     | A           | 2R          | 3R          | A           | 2R    | 3R | 1R |  | 0 / 7     | 7 – 7     |
| Wimbledon | A   | A           | 3R          | 4R          | 2R    | A           | 4R          | 3R          | NC          | 1R    | 1R | 4R |  | 0 / 8     | 14 – 8    |
| US Open | A   | A           | QF          | 3R          | 3R    | A           | 1R          | SF          | A           | QF    | 3R | 1R |  | 0 / 8     | 19 – 8    |
| Jocs Olímpics | A   | No celebrat | No celebrat | No celebrat | A     | No celebrat | No celebrat | No celebrat | No celebrat | G     | NC | NC |  | 1 / 1     | 6 – 0     |
| Total Victòries–Derrotes | 0–1 | 2–3         | 19–17       | 41–20       | 20–21 | 4–9         | 13–16       | 49–21       | 8–8         | 37–20 |    |    |  | 196 – 138 | 196 – 138 |
| Rànquing a final d'any | 626 | 212         | 33          | 14          | 42    | 74          | 37          | 8           | 12          | 23    |    |    |  |           |           |
| Llegenda: G: Guanyadora; F: Finalista; SF: Semifinalista; QF: Quarts de final; Q: Qualificació; A: Absent; RR: Round Robin; |     |             |             |             |       |             |             |             |             |       |    |    |  |           |           |

### Dobles femenins
| Open d'Austràlia | A   | 1R | 2R  | 1R          | A           | 1R          | A           | 1R  | A  | 2R | 0 / 6 | 2 – 6 |
| Roland Garros | A   | 3R | A   | A           | 1R          | 2R          | A           | A   | 1R |    | 0 / 4 | 3 – 4 |
| Wimbledon | 2R  | 2R | A   | A           | 1R          | 1R          | NC          | 1R  | 2R |    | 0 / 6 | 3 – 6 |
| US Open | 1R  | 1R | 1R  | A           | 1R          | A           | A           | A   | A  |    | 0 / 4 | 0 – 4 |
| Jocs Olímpics | NC  | NC | A   | No celebrat | No celebrat | No celebrat | No celebrat | F   | NC | NC | 0 / 1 | 4 – 1 |
| Rànquing a final d'any | 208 | 68 | 215 | 269         | 242         | 116         | 104         | 154 |    |    |       |       |
| Llegenda: G: Guanyadora; F: Finalista; SF: Semifinalista; QF: Quarts de final; Q: Qualificació; A: Absent; RR: Round Robin; |     |    |     |             |             |             |             |     |    |    |       |       |

## Finals de Grand Slam Júnior

### Individual
| Resultat   | Núm. | Any  | Torneig       | Superfície   | Oponent         | Marcador      |
| ---------- | ---- | ---- | ------------- | ------------ | --------------- | ------------- |
| Guanyadora | 1.   | 2013 | Roland Garros | Terra batuda | Antonia Lottner | 6–1, 6–3      |
| Guanyadora | 2.   | 2013 | Wimbledon     | Gespa        | Taylor Townsend | 4–6, 6–1, 6–4 |

### Dobles
| Resultat  | Núm. | Any  | Torneig   | Superfície | Parella             | Oponents                              | Marcador |
| --------- | ---- | ---- | --------- | ---------- | ------------------- | ------------------------------------- | -------- |
| Finalista | 1.   | 2012 | Wimbledon | Gespa      | Ana Konjuh          | Eugenie Bouchard Taylor Townsend      | 4–6, 3–6 |
| Finalista | 2.   | 2012 | US Open   | Dura       | Petra Uberalová     | Gabrielle Andrews Taylor Townsend     | 4–6, 3–6 |
| Finalista | 3.   | 2013 | US Open   | Dura       | Sara Sorribes Tormo | Barbora Krejcíková Katerina Siniaková | 3–6, 4–6 |

## Guardons
- ITF Junior World Champion (2013)
- WTA Newcomer of the Year (2014)
- WTA Comeback Player Of The Year (2019)